# Kleinlaudenbach
Kleinlaudenbach ist ein Gemeindeteil der Gemeinde Kleinkahl im unterfränkischen Landkreis Aschaffenburg in Bayern.

## Geographie
Das Dorf Kleinlaudenbach liegt auf 230 m ü. NHN im oberen Kahlgrund zwischen Schöllkrippen und Kleinkahl. Die Kahl trennt Kleinlaudenbach von Großlaudenbach. Der topographisch höchste Punkt der Dorfgemarkung befindet sich in der Nähe der Laudenbachquelle, südöstlich des Ortes mit 315 m ü. NHN, der niedrigste liegt an der Kahl auf 215 m ü. NHN. Durch Kleinlaudenbach verlaufen der Kahltal-Spessart-Radweg und der Fränkische Marienweg.

### Nachbargemarkungen
Folgende Gemarkungen grenzen an das Ortsgebiet von Kleinlaudenbach:
| Großlaudenbach |                                             | Kleinkahl                                     |
|                | Kompassrose, die auf Nachbargemeinden zeigt |                                               |
| Schöllkrippen  |                                             | Schöllkrippener Forst (gemeindefreies Gebiet) |

## Name
Seinen Namen hat der Ort vom Laudenbach, der im Ort in die Kahl mündet. Zur Unterscheidung des Dorfes Laudenbach auf der anderen Kahlseite, wurde der Namenszusatz "Klein" hinzugefügt. Im Kahlgründer Dialekt wird die Ortschaft „Lauremich“ genannt.

## Geschichte
Bis zum Ende des Alten Reiches lag Kleinlaudenbach auf dem Verwaltungsgebiet des Vogteiamts Kaltenberg im Oberstift des Erzstiftes Mainz und wurde mit diesem 1803 zugunsten des Fürstentums Aschaffenburg säkularisiert. Ab 1810 lag Kleinlaudenbach in der Districtsmairie Kaltenberg des Departements Aschaffenburg des Großherzogtums Frankfurt. 1812 hatte die Mairie Kleinlaudenbach 21 Feuerstellen und 121 Einwohner. Maire war Adam Pistner; sein Adjunkt Jacob Wüst.
Die Gemeinde Kleinlaudenbach gehörte zum Bezirksamt Alzenau, das am 1. Juli 1862 gebildet wurde. Dieses wurde am 1. Januar 1939 zum Landkreis Alzenau in Unterfranken.
Am 1. Juli 1972 wurde die bis dahin selbstständige Gemeinde nach Kleinkahl eingemeindet.